# آران‌ای پلی‌مراز II
آران‌ای پلی‌مراز II (انگلیسی: RNA polymerase II) یک نوع از آنزیم‌های آران‌ای پلی‌مراز در یوکاریوت‌ها که رونویسی پیش‌سازهای mRNAها و نیز برخی از RNAهای کوچک (آران‌ای کوچک هسته‌ای و ریزآران‌ای) را انجام می‌دهد. آران‌ای پلی‌مرازها آنزیم‌هایی هستند که ساخته شدن RNA از روی DNA را رونویسی می‌کنند.